# 엘레프테리오스 파파시메온
엘레프테리오스 파파시메온(그리스어: Ελευθέριος Παπασυμεών)는 그리스의 육상 선수이다. 그는 아테네에서 열린 1896년 하계 올림픽에 참가했다.
파파시메온과 함께 17명의 선수가 마라톤에 출전했다. 그는 완주를 한 9명의 선수 중 5위를 차지했다.